# Jan Cyril Špalek
Jan Cyril Špalek (1570 Třebíč – 30. května 1632 Lešno, jiným jménem Jan Cyril Třebíčský) byl senior Jednoty bratrské a spisovatel.

## Biografie
Jan Cyril Špalek se narodil v roce 1570 v Třebíči, v rodině Pavla Špalka. V době před bitvou na Bílé hoře byl kazatelem v pražské Betlémské kapli, stejně jako jeho bratři. Roku 1619 korunoval českým králem Fridricha Falckého. Jeho dcera Dorota se v roce 1624 vdala za Jana Amose Komenského, který se o jejich rodinu zajímal i po odchodu do exilu z Třebíče do Lešna, kam společně s ním odešel i Jan Cyril Špalek. Udržoval dobré vztahy s Karlem Starším ze Žerotína.